# Drangov Peak
Drangov Peak är en bergstopp i Antarktis. Den ligger i Sydshetlandsöarna. Argentina, Chile och Storbritannien gör anspråk på området. Toppen på Drangov Peak är 430 meter över havet.
Terrängen runt Drangov Peak är huvudsakligen kuperad, men åt sydväst är den platt. Havet är nära Drangov Peak åt sydost. Trakten är glest befolkad. Närmaste befolkade plats är Maldonado Station, 11,8 kilometer nordväst om Drangov Peak. 